# Église Saint-Gilles de Fréchencourt
L'église Saint-Gilles de Fréchencourt est situé sur le territoire de la commune de Fréchencourt dans le département de la Somme, au nord-est d'Amiens.

## Historique

### L'ancienne église
Datant probablement de la fin du XVIe siècle, l'église, entourée de son cimetière, occupait l'emplacement de l'école actuelle. Elle était construite en pierre blanche sur soubassements de grès et couverte en tuile. C'était un bâtiment de 17 mètres de long sur 7 de large, avec des murailles d'un mètre d'épaisseur et un large pignon rectangulaire montant jusqu'à la voûte. Elle était garnie de boiseries en chêne dans tout le pourtour à la hauteur des bancs. Dans le sanctuaire, ces boiseries montaient jusqu'à la hauteur du toit. Au-dessus de l'autel était un retable. Sous le clocher, auprès des fonts baptismaux, une sculpture en ronde-bosse représentait la Passion du Christ, les statuettes en bois de chêne, hautes de 22 centimètres costumées à l'orientale étaient dorées et peintes en partie.
L'église a été mise à sac en 1792. Deux des trois cloches ont été enlevées. Les statuettes de la Passion ont été dispersées, tout le mobilier renversé, saccagé et détruit. Le curé, Candelier, ayant prêté le serment de fidélité à la Constitution, disait la messe dans la chapelle Saint-Éloi du cimetière.

### La construction de l'église actuelle
En 1839, une forte inondation de l'Hallue s'est répandue jusqu'au pied de l'église et des travaux de remise en état ont été mis à l'étude, mais en raison de leur importance il fut conseillé de construire un nouveau bâtiment.
La nouvelle église, dédiée à saint Gilles, de style néo-gothique, a été bâtie au centre du village, en bordure de la rue principale. Les travaux ont été achevés en 1863 sous la conduite de l'architecte  Victor Delefortrie.

## Caractéristiques
En forme de croix latine, l'église est construite entièrement en briques, sur des fondations en maçonnerie de moellons réalisée par assises superposées au mortier. La longueur totale est de 34 mètres, la longueur des quatre travées de la nef étant de 24 mètres et la profondeur du porche, de 4 mètres. La largeur de la nef et du chœur est de 8 mètres ; cette largeur est doublée dans le transept. Les contreforts, en briques comme toute la construction, ressortent en pilastres à l'intérieur de la nef, et en colonnes pour encadrer les baies de l'abside. Tous les pilastres et colonnes sont coiffés de chapiteaux supportant les arêtes de voûte garnies de clefs ouvragées. Dans la nef et le transept, les pilastres supportent des arcs doubleaux de section rectangulaire. La voûte dont la hauteur maximale est de 17 mètres, est réalisée en mortier de sable et de chaux sur un lattis de chêne. Dans ce type d'architecture ogivale, la surface des ouvertures est importante : les cinq fenêtres de l'abside et du chœur, ainsi que les huit fenêtres de la nef, ont une hauteur de 5 mètres, les deux fenêtres du transept ont une hauteur de 6,20 m.
La tour du clocher est incorporée dans la façade ouest. La flèche s'élève à une hauteur de 30 mètres, dont 17 mètres pour la tour. Le portail est surmonté d'une croix et d'une rosace dont le diamètre est de 1,50 m. La partie basse de la tour forme un porche, ouvrant par une seconde porte à l'intérieur de la nef. Une tribune aménagée au-dessus de ce porche, en déborde sur toute la largeur de la nef.
Le pavage de l'église est réalisé en pierre de Mortemer, et les marches en pierre de Chaussoy-Epagny dans le sanctuaire.
Le 11 octobre 1863, un chemin de croix en néo-plastique-bois (sciure de bois agglomérée et moulée) offert par l'Impératrice Eugénie, est installé. Une nouvelle cloche de 600 kg, nommée Marie-Louise Amélie, est installée et bénite le 5 août 1866.